# Elecciones estatales de Bremen de 1995

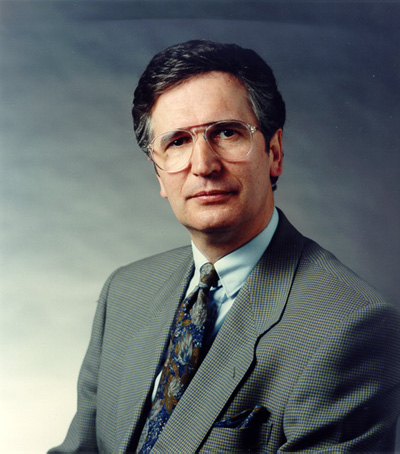
Klaus Wedemeier, candidato del SPD.

Las Elecciones estatales de Bremen de 1995 se llevaron a cabo el 14 de mayo de 1995, con el propósito de elegir a los miembros del Bürgerschaft de Bremen.

## Candidatos[1]
- SPD: Klaus Wedemeier
- CDU: Ulrich Nölle
- Verdes: Ralf Fücks
- AFB: Friedrich Rebers
- FDP: Claus Jäger

## Resultados
La participación fue del 68,6 por ciento.
Los partidos de la coalición semáforo perdieron votos, el FDP incluso no pudo entrar en el parlamento. El gran ganador de las elecciones fue el partido Trabajo para Bremen y Bremerhaven. La DVU, que estaba representada en el parlamento desde 1987, también perdió su representación en el parlamento. El PDS participó por primera vez en una elección estatal de Alemania Occidental y alcanzó el 2,4%.
El alcalde y candidato del SPD, Klaus Wedemeier presentó su renuncia debido a los malos resultados de su partido.
Como resultado de la elección, una gran coalición del SPD y la CDU se formó, bajo Henning Scherf (SPD).
| Partido | Partido     | Votos   | Porcentaje | Escaños (cambio) |
| ------- | ----------- | ------- | ---------- | ---------------- |
|         | SPD         | 115.001 | 33,4       | 37 (-4)          |
|         | CDU         | 112.301 | 32,6       | 37 (+5)          |
|         | GRÜNE       | 44.977  | 13,1       | 14 (+3)          |
|         | AFB         | 36.735  | 10,7       | 12 (+12)         |
|         | FDP         | 11.607  | 3,4        | 0 (-10)          |
|         | DVU         | 8.503   | 2,5        | 0 (-6)           |
|         | PDS         | 8.174   | 2,4        | -                |
|         | GRAUE       | 2.505   | 0,7        | -                |
|         | BFL         | 1.271   | 0,4        | -                |
|         | STATT       | 1.054   | 0,3        | -                |
|         | REP         | 945     | 0,3        | -                |
|         | PASS        | 542     | 0,2        | -                |
|         | Naturgesetz | 501     | 0,2        | -                |
|         | NPD         | 324     | 0,1        | -                |